# 陈祺芳
陈祺芳（?—?），字子寿。常熟人，清朝詩人。
早年诸生。好游天下，師從钱谦益、龚鼎孳，能诗文，有逸气。明亡後隱居不出，與余怀、王翚等交游。有《韬庵》、《鸥波》等集。